# Kościół św. Mikołaja w Przyszowej

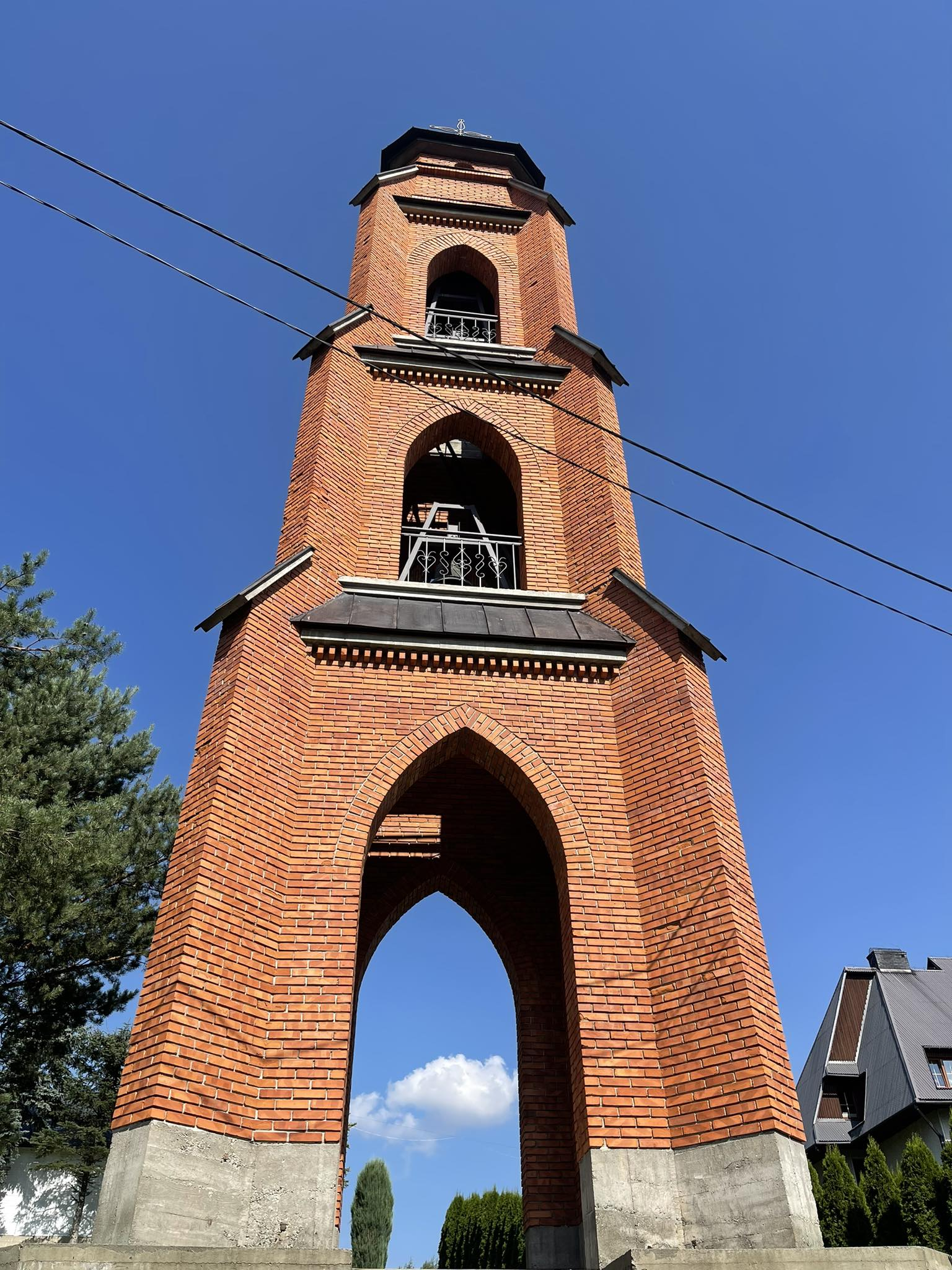
Wolnostojąca dzwonnica przy świątyni

Kościół św. Mikołaja Biskupa w Przyszowej – murowana świątynia rzymskokatolicka w miejscowości Przyszowa w powiecie limanowskim, będąca kościołem parafialnym miejscowej parafii.
Kościół, cmentarz przykościelny oraz ogrodzenie zostały wpisane do rejestru zabytków nieruchomych województwa małopolskiego.

## Historia
Od początku swego istnienia parafia w Przyszowej administrowała dwoma drewnianymi kościołami. Drugi z nich, wzniesiony w 1621 roku, pod koniec XIX wieku popadał w ruinę. Dlatego właśnie podjęto starania o zezwolenie na budowę nowej świątyni. Środki na ten cel gromadzono z datków parafian, a także z darów kolatorskich, przeznaczonych na ten cel przez rodzinę Żuk-Skarszewskich.
Budowę kościoła rozpoczęto w 1901 roku i trwała blisko 6 lat. Autorem projektu architektonicznego był profesor Politechniki Lwowskiej Teodor Talowski.  W 1908 r. świątynia wzbogaciła się o dwa nowe ołtarze Najświętszego Serca Pana Jezusa i Matki Boskiej wykonane przez rzeźbiarza Wojciecha Samka z Bochni. W ołtarzu Najświętszej Marii Panny umieszczono słynący łaskami obraz Wspomożenia Wiernych, przeniesiony ze starego kościoła.

Uroczystej konsekracji świątyni dokonał w 1913 roku biskup Leon Wałęga. Prace nad wystrojem i kompletowanie wyposażenia świątyni trwały do połowy lat 50. XX wieku.

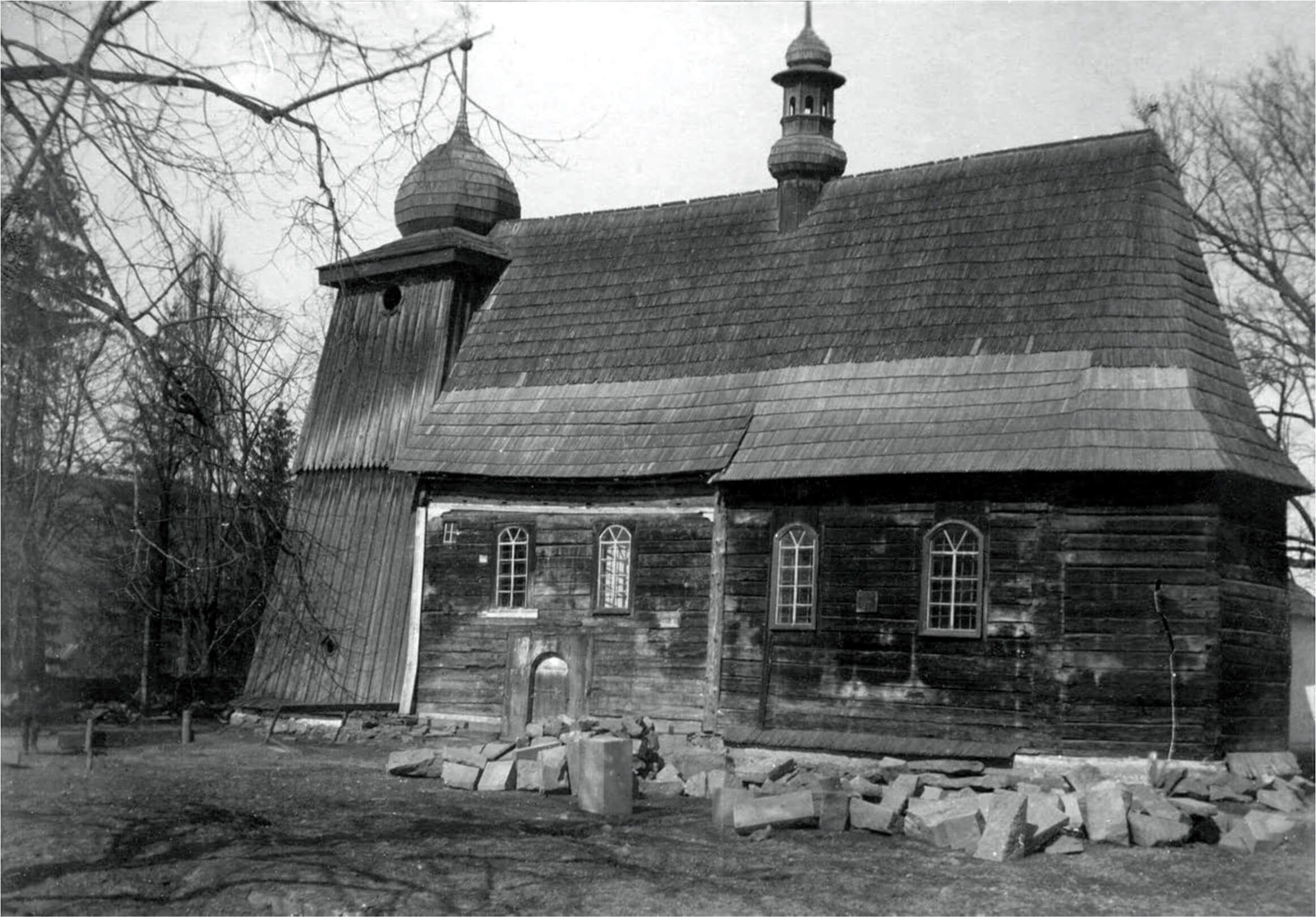
Dawny drewniany kościół (1612 - 1907)
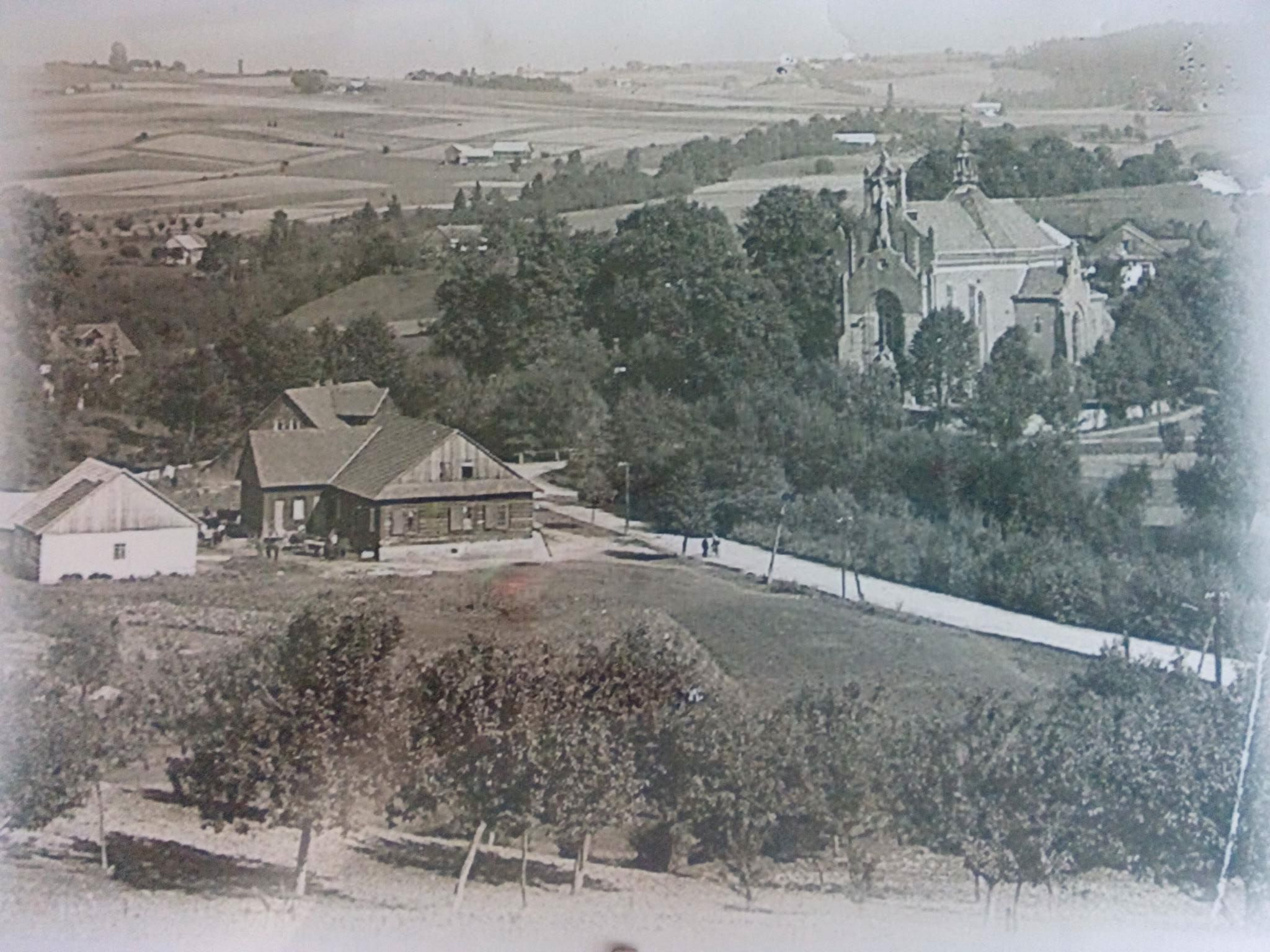
Obecny kościół w I XX połowie wieku

## Architektura
Kościół przyszowski wzniesiony został z cegły na planie krzyża w stylu neogotyckim. Jest to świątynia jednonawowa z kaplicami bocznymi o charakterze transeptu. W fasadzie wyraźnie wyodrębniona została kruchta i wejście główne. Powyżej znajduje się duże okno witrażowe. Dwuspadowy dach wieńczy attyka, na której umieszczono Krzyż z figurą Chrystusa Ukrzyżowanego.

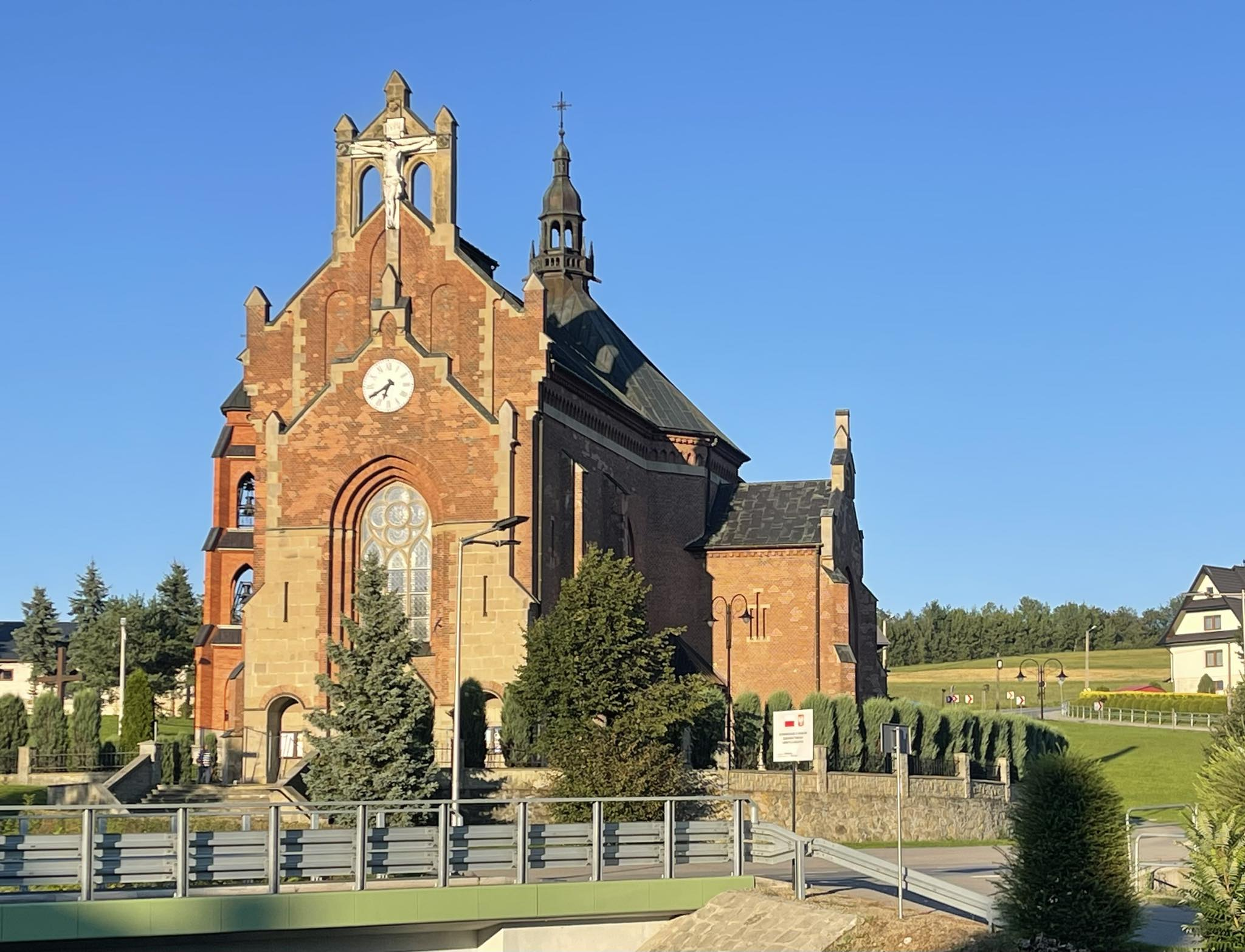
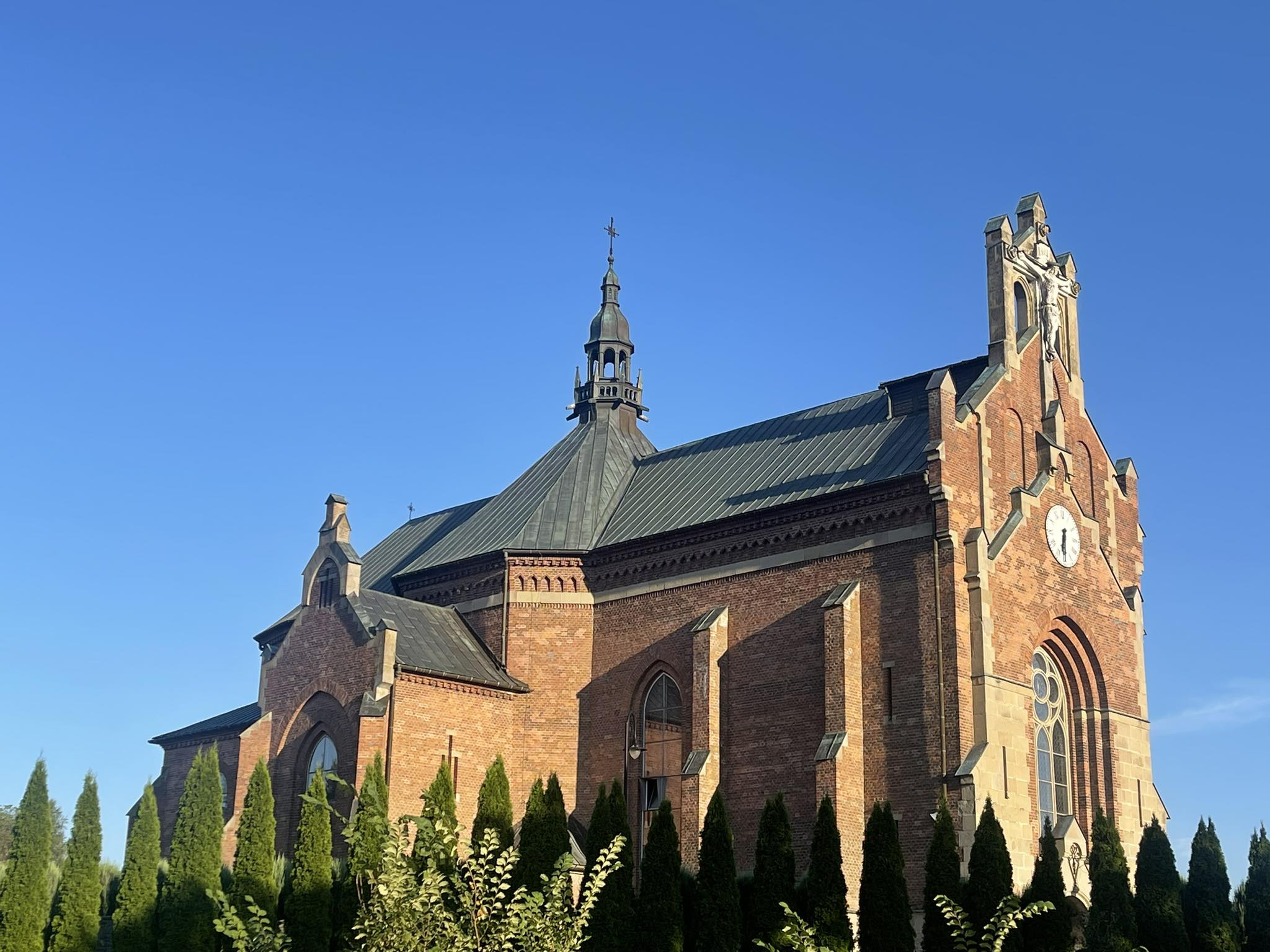
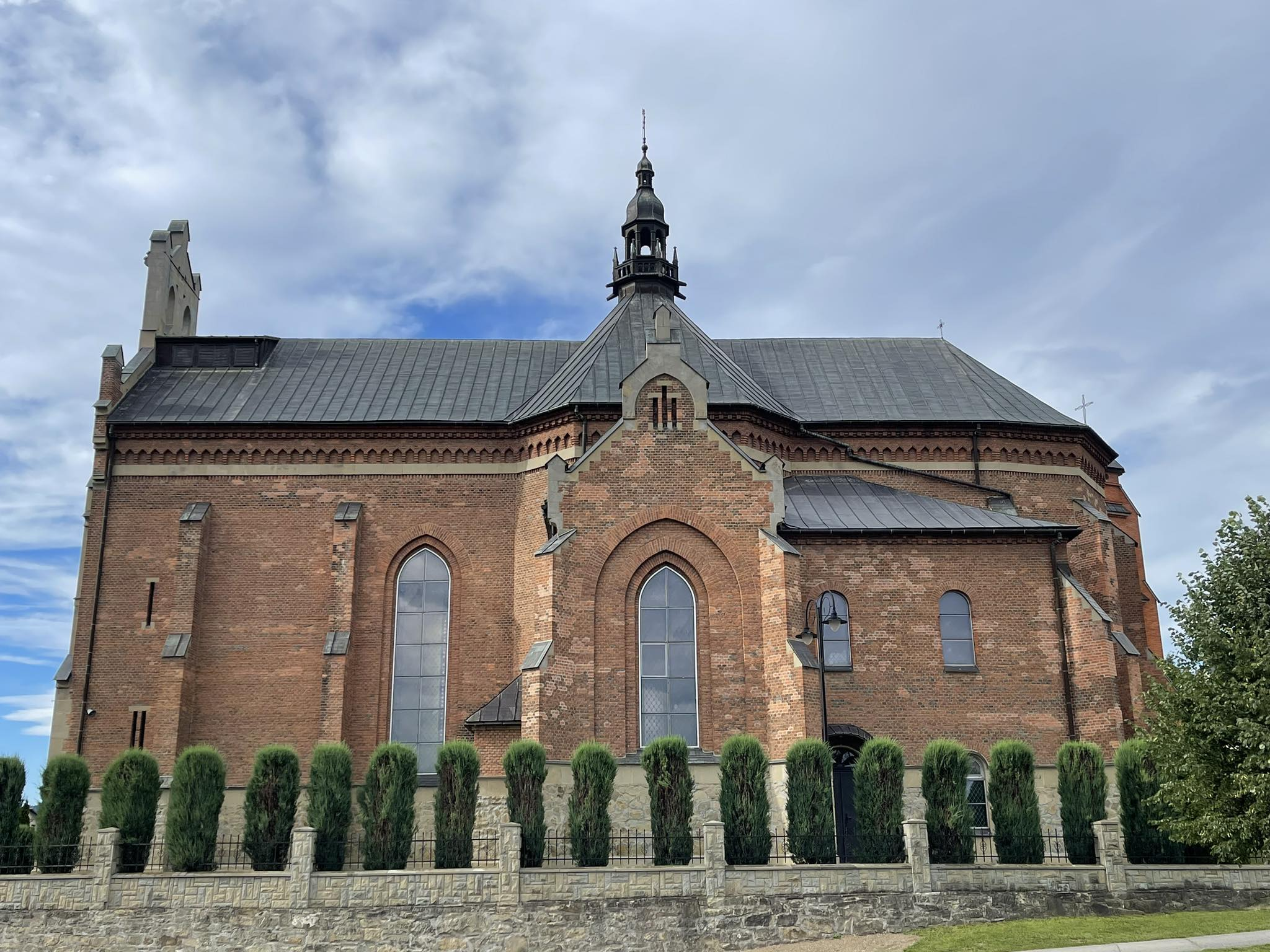
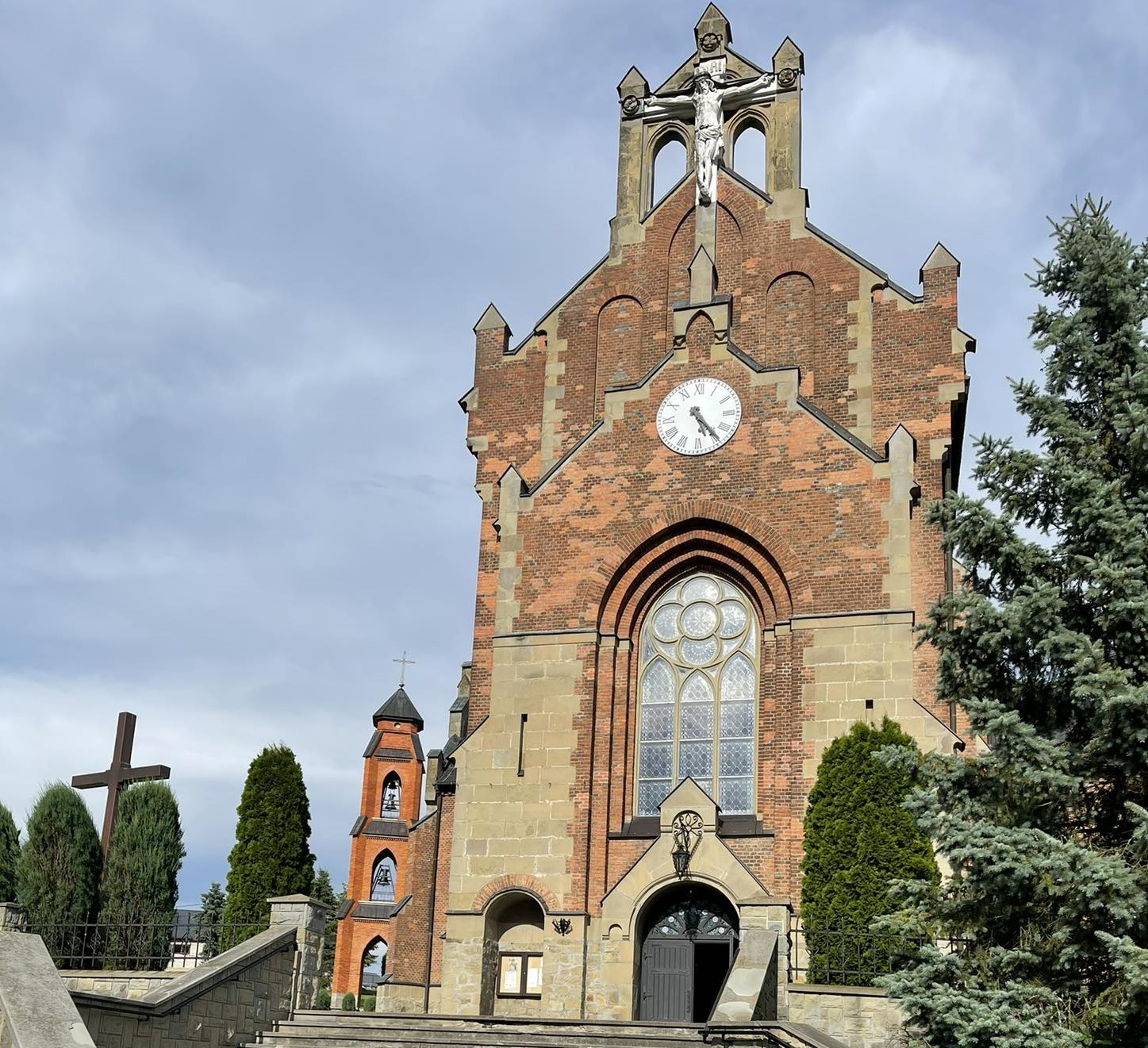

## Wnętrze
Wnętrze świątyni nakryte jest ostrołukowymi sklepieniami neogotyckimi. Oświetla je światło padające przez duże okna witrażowe. Ściany i stropy pokrywa barwna polichromia, wykonana w latach 1936–1939 przez Adama Miksza najpierw kazeiną, a następnie temperą. Szczególną uwagę przyciągają wizerunki św. Mikołaja, św. Józefa i Jezusa w cierniowej koronie.

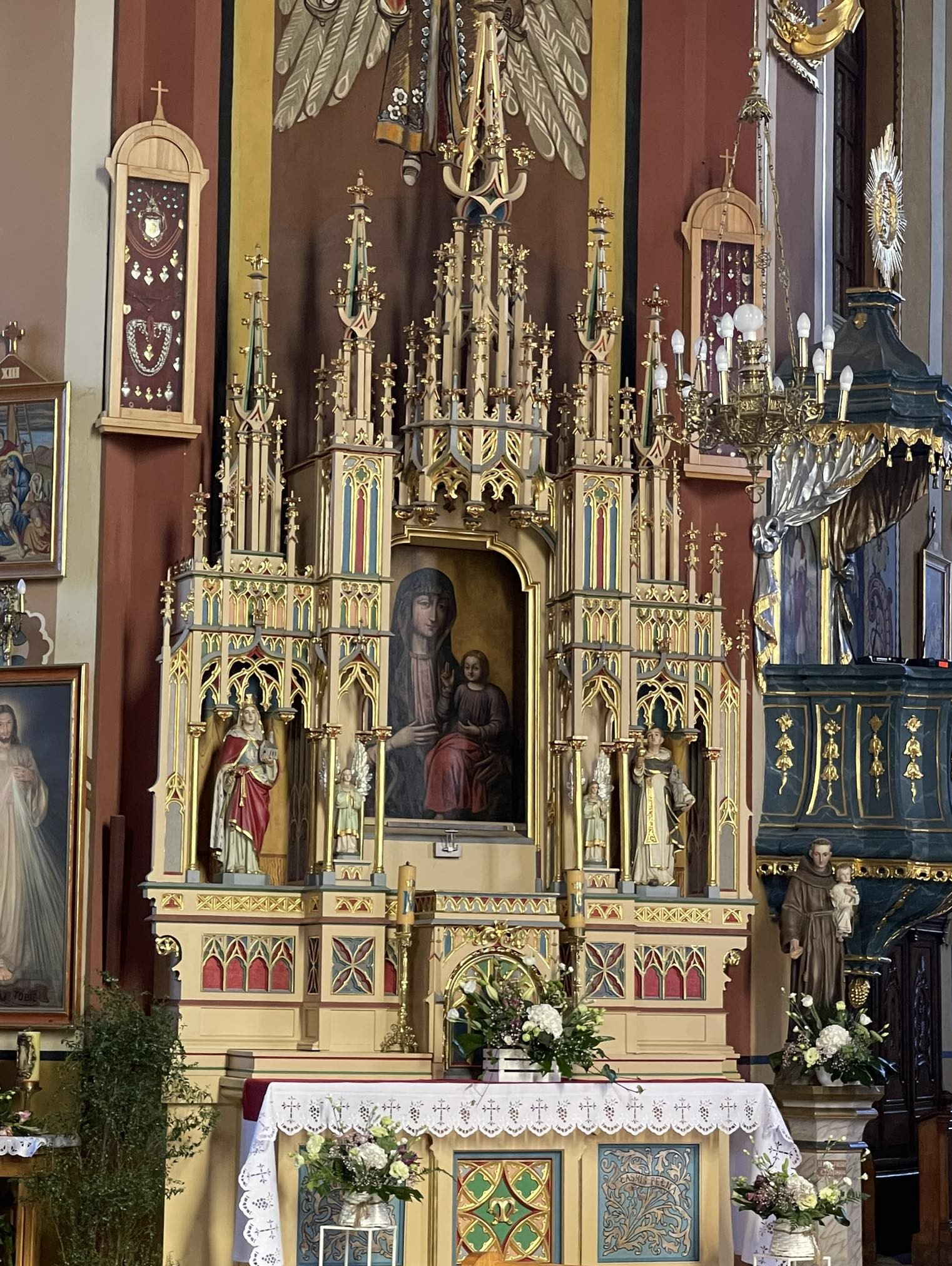
Ołtarz Matki Bożej Wspomożenia Wiernych
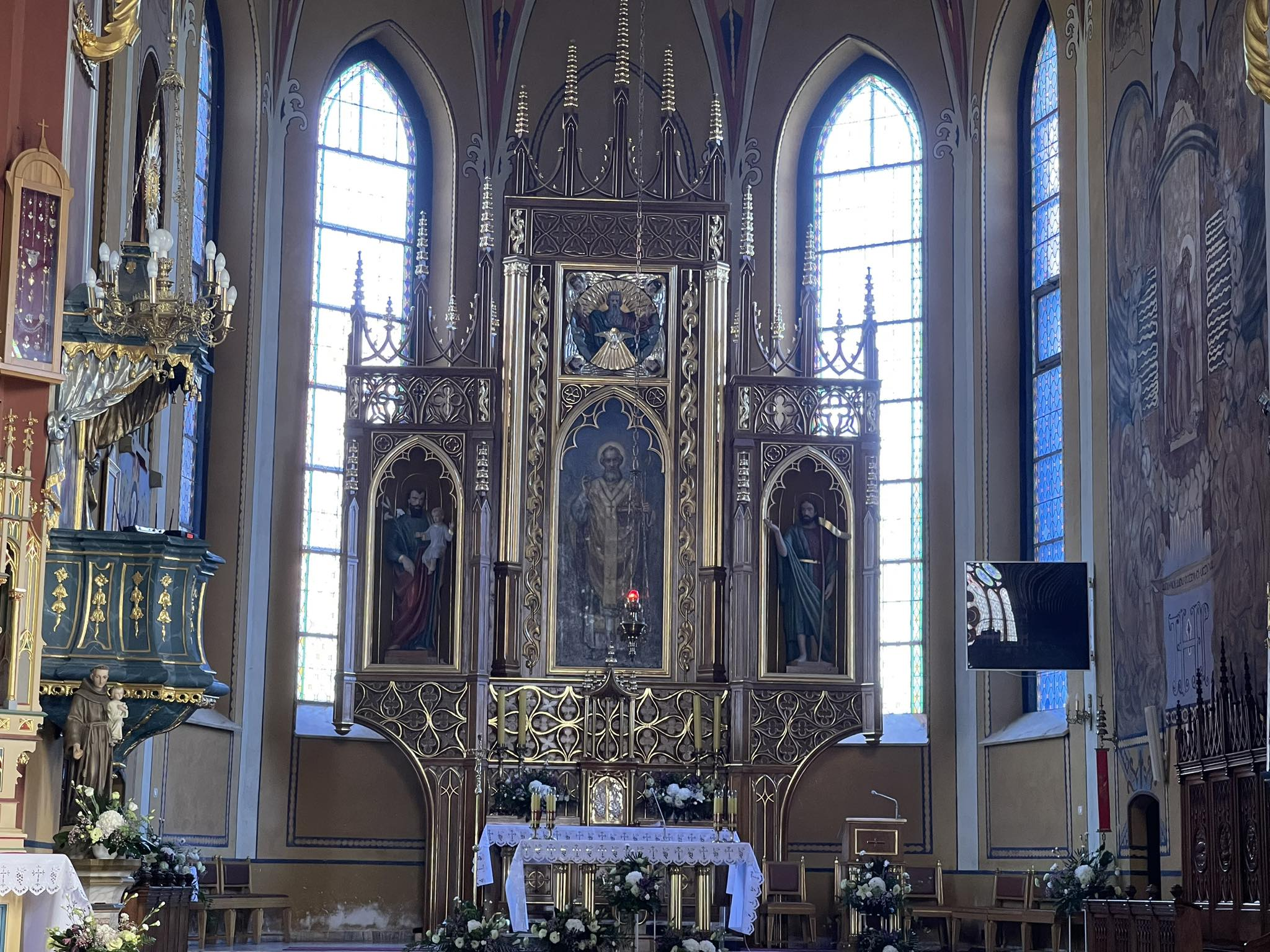
Ołtarz Główny
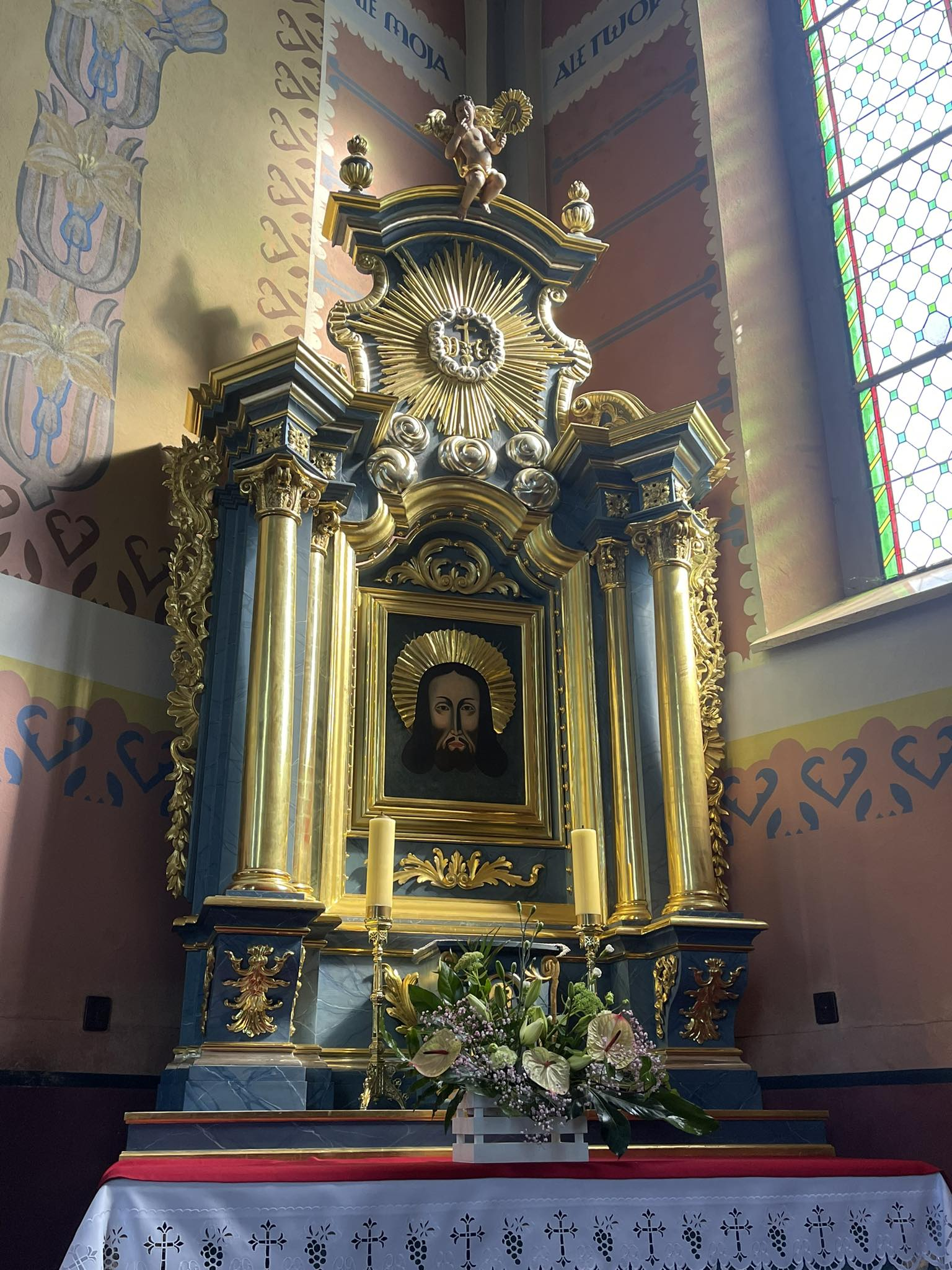
Ołtarz Przemienienia Pańśkiego

### Ołtarze
ołtarz głównyzaprojektowany przez Czesława Lenczowskiego, a wykonany w latach 1953–1955 przez Feliksa Wardęgę. Ołtarz pomyślany został jako tryptyk w formie gotyckiej monstrancji. Wykonany został z drewna dębowego i bogato ozłocony. Głównym obrazem w ołtarzu jest Pan Jezus na Krzyżu, przeniesiony ze starego kościoła. Na jego zasuwie znajduje się portret patrona kościoła św. Mikołaja, będący wierną kopią jego wizerunku z grobowca we Włoszech. Powyżej znajduje się płaskorzeźba, przedstawiająca Boga Ojca i Ducha Świętego w otoczeniu aniołów. W skrzydłach tryptyku znajdują się wnęki, w których umieszczono figury św. Józefa i św. Jana Chrzciciela.

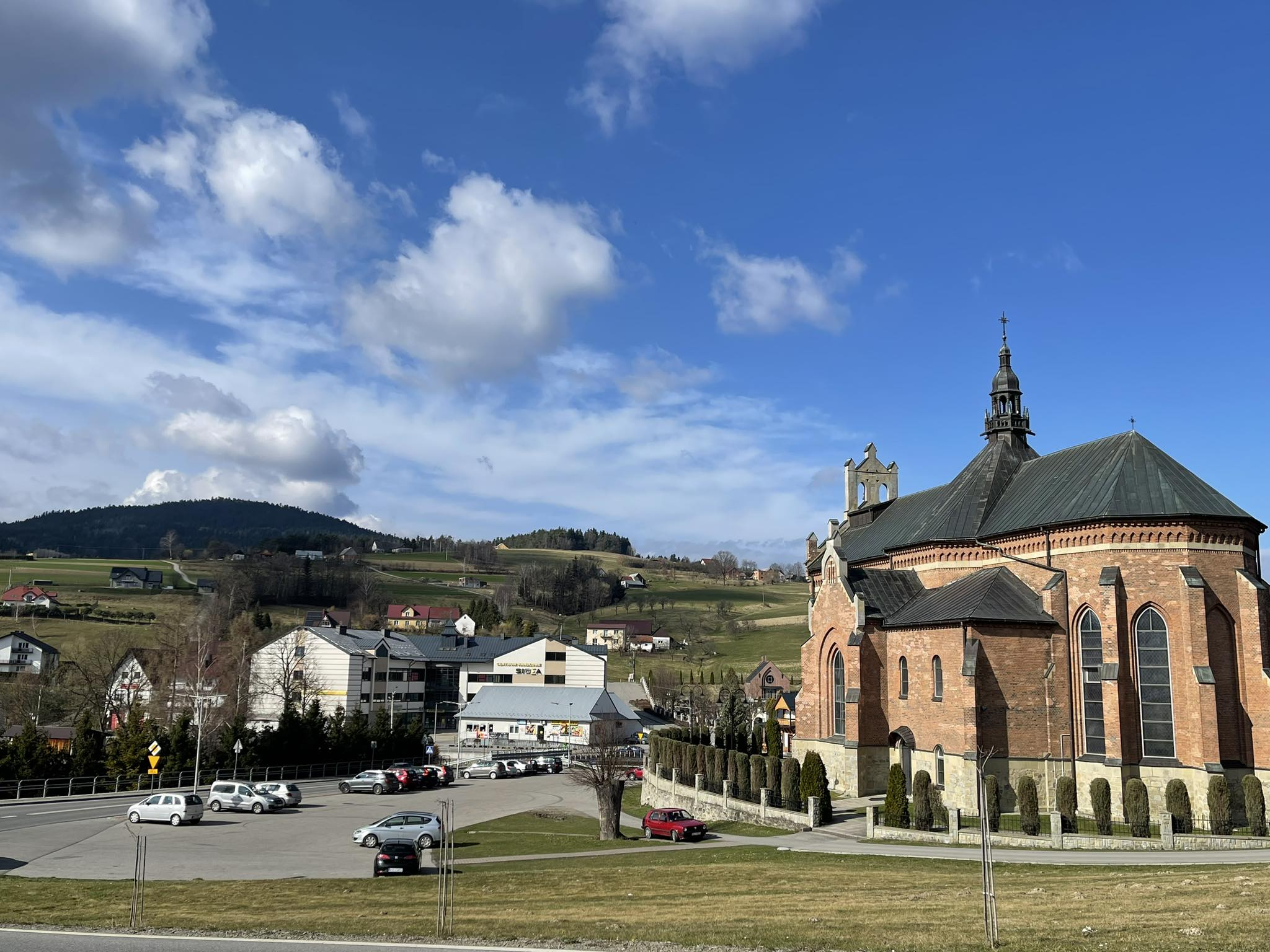
Kościół oraz widok na miejscowość Przyszowa

ołtarze bocznewykonane zostały w stylu neogotyckim.
- ołtarz Matki Boskiej Wspomożenia Wiernych – zaprojektowany przez Teodora Talowskiego i wykonany przez Wojciecha Samka[3]. Znajduje się w nim łaskami słynący obraz Matka Boża Wspomożenia Wiernych, przeniesiony ze starej świątyni. Obraz ten otoczony był kultem już od XIV wieku. W 1998 roku przeszedł gruntowną konserwację, która ujawniła pod drewnianą sukienką pierwsze malowidło.
- ołtarz Najświętszego Serca Pana Jezusa – również jest wynikiem współpracy prof. Talowskiego i Wojciecha Samka. Umieszczono w nim figurę Serca Jezusowego. W górnej części znajduje się obraz Przemienienie Pańskie, również otoczony szczególną czcią.
- ołtarz Madonny z Dzieciątkiem – umieszczono w nim kopię figury znanej jako Madonna Tronująca. Oryginał przechowywany jest w zbiorach Muzeum Diecezjalnego w Tarnowie.

### Wyposażenie
- krzyż z figurą Chrystusa na belce tęczowej,
- barokowa ambona,
- kamienna chrzcielnica z herbami Strzemię i Ostroga,
- 22-głosowe organy,
- posążki św. Piotra, św. Pawła, św. Zofii i św. Kingi,
- rzeźbione ławki kolatorskie.